# Thailändische Volleyballnationalmannschaft der Frauen
Die thailändische Volleyballnationalmannschaft der Frauen ist eine Auswahl der besten thailändischen Spielerinnen, die die Volleyball Association of Thailand bei internationalen Turnieren und Länderspielen repräsentiert. Die Spiele der Volleyball-Frauen werden in der thailändischen Öffentlichkeit mit großem Interesse verfolgt, insbesondere seit dem Gewinn der Asienmeisterschaft 2013 im eigenen Land.

## Geschichte

### Weltmeisterschaft
Bei der ersten Teilnahme an einer Volleyball-Weltmeisterschaft erreichten die thailändischen Frauen 1998 den 15. Platz. Vier Jahre später reichte es nur noch zum 17. Platz. 2006 qualifizierten sie sich nicht für die Endrunde. 2010 nahmen sie wieder teil und erreichten den 13. Platz, die bisherige Bestleistung des thailändischen Teams. Diese Platzierung wiederholten sie 2018 und 2022.

### Olympische Spiele
Thailand konnte sich noch nie für Olympische Spiele qualifizieren.

### Asienmeisterschaft
Bei ihrer ersten Volleyball-Asienmeisterschaft 1987 wurden die Thailänderinnen Fünfte. Bei den folgenden beiden Turnieren schnitten sie jeweils einen Platz schlechter ab und konnten dabei 1991 nicht vom Heimvorteil profitieren. Nach dem siebten Platz 1993 belegten sie 1995 – wieder vor eigenem Publikum – und 1997 den fünften Rang. Über den vierten Platz 1999 stießen sie 2001 bei der dritten Asienmeisterschaft im eigenen Land unter die besten drei Mannschaften vor. Danach wurden sie Vierte und Sechste, ehe sie 2007 als Gastgeber wieder den dritten Rang belegten. 2009 wurden sie in Hanoi zum ersten Mal Asienmeisterinnen. 2011 reichte es in Taipeh nur zum vierten Platz. 2013 errangen sie im heimatlichen Nakhon Ratchasima erneut die Meisterschaft. 2023 gewannen sie ihren dritten Titel.

### World Cup
Thailand wurde beim World Cup 2007 Zehnter.

### World Grand Prix
Die thailändischen Frauen nahmen seit 2002 mit nur einer Unterbrechung (2007) jedes Jahr am World Grand Prix teil. In den ersten vier Jahren verschlechtern sie sich schrittweise von Rang acht auf Platz zwölf. 2006 wurden sie Elfter. 2007 nahmen sie aus Terminproblemen nicht teil, da es eine zeitliche Überschneidung mit der Sommer-Universiade 2007 in Bangkok gab. 2008 kamen sie erneut auf Platz 11. 2009 gab es Platz acht und 2010 Platz zehn. 2011 steigerten sie sich auf den sechsten, 2012 auf den vierten Platz, das bislang beste Ergebnis der Thailänderinnen bei einem World Grand Prix. 2013 reichte es dagegen nur noch für Platz 13.

### Nations League
Seit 2018 nimmt Thailand an der Nations League teil. Die beste Platzierung gelang 2022 als man im Viertelfinale ausschied.

### Südostasienspiele
Bei den Südostasienspielen haben die thailändischen Volleyball-Frauen bei 15 Teilnahmen bislang 11-mal die Goldmedaille gewonnen, darunter ohne Unterbrechung bei den Wettbewerben von 2001 bis 2013. Hinzu kommen zwei Silber- und zwei Bronzemedaillen.